# Deuteronomos saturata
Deuteronomos saturata là một loài bướm đêm trong họ Geometridae.